# Hong Kong Phooey
Hong Kong Phooey este un serial de animație produs de Hanna-Barbera Productions ce s-a difuzat pentru prima oară sâmbătă dimineața pe ABC din 7 septembrie 1974 până pe 21 decembrie 1974. A fost o parodie a serialelor și filmelor kung fu din acea perioadă. Personajul principal Hong Kong Phooey este o identitate secretă neîndemânatică a lui Penrod "Penry" Pooch, un îngrijitor la o secție de poliție ce lucrează sub privirea Sergentului Flint.
Penry se transformă în Hong Kong Phooey fugind într-un dulap de acte magic în ciuda faptului că se blochează – și se deblochează mulțumită lui Spot, mâței sale cu dungi – și odată transformat, se îmbarchează în vehiculul său, "Phooeymobilul", ce se transformă într-o barcă, un avion sau într-o cabină de telefon în funcție de circumstanța în care el bate gongul sau se schimbă automat la nevoie.
El luptă împotriva crimei bazându-se pe copia sa a Cărții Hong Kong de Kung Fu, dar reușește numai mulțumită lui Spot, care vine cu o soluție pentru provocări sau ele sunt rezolvate de el ca rezultat al unui efect secundar comic neintenționat al eforturilor sale conștiente.
Fundalul a fost făcut de Lorraine Andrina și Richard Khim.

## Premis
Fiecare episod începe cu Rosemary, telefonista, primind un telefon și explicând infracțiunea Sergentului Flint, după care Penry, îngrijitorul, face rutina de a se transforma în persoana de care Rosemary este îndrăgostită, mergând prin pasajul din spatele automatului de vânzări, apoi sărind în sertarul de jos al dulapului cu acte, blocându-se și, datorită lui Spot, ieștind din sertarul de sus.
După ce alunecă în spatele unei mase de călcat jos pe podea, el sare pe o canapea veche printr-un geam deschis afară într-un buncăr de cărbuni și se pune în Phooeymobil. Chiar dacă se accidentează, dăunează sau de altfel stânjenește un civil, trecătorul se simte onorat în loc de enervat sau jenat când vede cine a făcut-o, ca atunci când a condus Phooeymobilul prin ciment moale, stropind muncitorii și aceștia au spus că sunt onorați să aibă o muncă de zi întreagă distrusă de "marele Hong Kong Phooey".

## Episoade
| Nr           | Titlu român                             | Titlu englez                       |
| ------------ | --------------------------------------- | ---------------------------------- |
|              |                                         |                                    |
| PRIMUL SEZON |                                         |                                    |
|              |                                         |                                    |
| 01           | Hoții de mașini                         | Car Thieves                        |
| 01           | Poveste zoologică                       | Zoo Story                          |
|              |                                         |                                    |
| 02           | Robotul cap metalic                     | Iron Head, The Robot               |
| 02           | Hoțul de buzunare                       | Cotton Pickin’ Pocket Picker       |
|              |                                         |                                    |
| 03           | Bunica Buni                             | Grandma Goody                      |
| 03           | Praf de lumânări                        | Candle Power                       |
|              |                                         |                                    |
| 04           | Hoți de lux                             | The Penthouse Burglaries           |
| 04           | Banda țăcăniților                       | Batty Bank Mob                     |
|              |                                         |                                    |
| 05           | Infamul voltaj                          | The Voltage Villain                |
| 05           | Chicotitorul                            | The Giggler                        |
|              |                                         |                                    |
| 06           | Oglindă, oglinjoară                     | Mirror, Mirror On The Wall         |
| 06           | Un film misterios                       | Great Movie Mystery                |
|              |                                         |                                    |
| 07           | Banditul dulciurilor                    | The Gumdrop Kid                    |
| 07           | Profesorul Presto, magicianul cel mișel | Professor Presto                   |
|              |                                         |                                    |
| 08           | Cu sau fără TV                          | TV or Not TV                       |
| 08           | Nu mai face pe clownul                  | Stop Horsing                       |
|              |                                         |                                    |
| 09           | Abominabilul om de zăpadă               | The Abominable Snowman             |
| 09           | Profesorul Hibrid                       | Professor Crosshatch               |
|              |                                         |                                    |
| 10           | Cleștele                                | The Claw                           |
| 10           | Hong Kong Phooey vs. Hong Kong Phooey   | Phooey vs. Phooey                  |
|              |                                         |                                    |
| 11           | Pește                                   | Goldfisher                         |
| 11           | Deget verde                             | Green Thumb                        |
|              |                                         |                                    |
| 12           | Abjectul stihuitor                      | From Bad To Verse                  |
| 12           | Hong Kong Phooey și falsificatorii      | Kong and the Counterfeiters        |
|              |                                         |                                    |
| 13           | Marele jaf de trenuri                   | The Great Choo Choo Robbery        |
| 13           | Brutarul Patty Cake                     | Patty Cake, Patty Cake, Bakery Man |
|              |                                         |                                    |
| 14           | Domnul Tornadă                          | Mr. Tornado                        |
| 14           | Tâlharul invizibil                      | The Little Crook Who Wasn’t There  |
|              |                                         |                                    |
| 15           | Dr. Deghizare                           | Dr. Disguiso                       |
| 15           | Incredibilul domn intrat la apă         | The Incredible Mr. Shrink          |
|              |                                         |                                    |
| 16           | Cowboy de comedie                       | Comedy Cowboys                     |
|              |                                         |                                    |

## Legături externe
- Hong Kong Phooey la Internet Movie Database
- Hong Kong Phooey la TV.com